# Michał Tymowski
Michał Tymowski (ur. 21 listopada 1941 w Warszawie) – polski historyk, badacz dziejów Afryki, profesor nauk humanistycznych, nauczyciel akademicki Uniwersytetu Warszawskiego.

## Życiorys
W 1959 ukończył V Liceum Ogólnokształcące im. Ks. Józefa Poniatowskiego w Warszawie. Następnie studiował na Uniwersytecie Warszawskim, uzyskując magisterium z historii (1964), na podstawie pracy Wpływ handlu zewnętrznego na gospodarkę państw nadnigeryjskich w XIV-XVI w. napisanej pod kierunkiem Mariana Małowista. Od 1964 jest pracownikiem Instytutu Historycznego UW. Doktoryzował się w 1971 pod kierunkiem Mariana Małowista na podstawie pracy Rozwój i regres w dziejach społeczeństw nadnigeryjskich w epoce przedkolonialnej. Habilitował w 1981, przedstawiając dzieło Państwo i armia Samoriego i Kenedugu oraz ich analogie europejskie. W 1993 otrzymał tytuł profesora nauk humanistycznych. W latach 2002–2008 był dyrektorem Instytutu Historycznego UW.
W latach 1984–1989 był równocześnie kierownikiem Zakładu Historii Powszechnej Średniowiecznej UMCS w Lublinie, w latach 1989–1993 kierował Centre de Civilisation Polonaise na Sorbonie, od 1996 do 2000 był wicedyrektorem Stacji Naukowej PAN w Paryżu. Członek Komitetu Nauk Historycznych oraz (od 2013 członek korespondent, od 2022 członek rzeczywisty) Polskiej Akademii Nauk, a także, od 2011, Polskiej Akademii Umiejętności.
Był także członkiem redakcji Przeglądu Historycznego (1973–1975), wiceprezesem Polskiego Towarzystwa Afrykanistycznego (1993–1996)
W 2005 został odznaczony Krzyżem Kawalerskim Orderu Odrodzenia Polski.
W 2012 został wiceprzewodniczącym Komitetu Nauk Historycznych PAN.
W 2013 wyróżniony Nagrodą Prezesa Rady Ministrów „Za osiągnięcia naukowe lub artystyczne w tym za wybitny dorobek naukowy lub artystyczny” (przyznana w 2013 za rok 2012).

## Publikacje
- Les domaines des princes du Songhay. Comparaison avec la grande propriété foncière en Europe au début de l’époque féodale (1970)
- Le développement et la régression chez les peuples de la boucle du Niger a l’époque précoloniale (1974)
- Samori – bohater Czarnej Afryki (1976)
- Dzieje Timbuktu (1979)
- Historia Mali (1979)
- Karabin i władza w Afryce XIX wieku: państwa i armie Samoriego i Kenedugu oraz ich analogie europejskie (1985)
- Historia Polski (1986) – razem z Jerzym Holzerem i Janem Kieniewiczem
- Sociétés sans Etat et sociétés a organisation étatique en Afrique Noire pré-coloniale (1990)
- Najkrótsza historia Polski (1993)
- Historia Afryki: do początku XIX wieku (1996) – redakcja
- Państwa Afryki przedkolonialnej (1999)
- Średniowiecze (1999)
- Człowiek i historia: podręcznik dla liceum ogólnokształcącego: kształcenie w zakresie rozszerzonym. Cz. 2, Czasy średniowiecza (2002)
- Europejczycy i Afrykanie. Wzajemne odkrycia i pierwsze kontakty (2017)